# Euscelus forticatus
Euscelus forticatus es una especie de coleóptero de la familia Attelabidae.

## Distribución geográfica
Habita en La Española  (América).